# Саламатов, Владимир Григорьевич
Владимир Григорьевич Саламатов (2 декабря 1920, Малмыж, Вятская губерния — 20 марта 2002, Караганда) — советский хозяйственный, государственный и политический деятель.

## Биография
Родился в 1920 году в Малмыже. Член КПСС.
С 1943 года — на хозяйственной, общественной и политической работе. В 1943—1982 годах — кочегар, помощник машиниста
паровоза, бригадир комплексной бригады, инженер по ремонту, мастер текущего ремонта паровозов, в паровозном депо «Караганда-Сортировочная» Карагандинской области, первый секретарь Железнодорожного райкома, первый секретарь Карагандинского горкома, секретарь Карагандинского обкома Компартии Казахстана, заместитель председателя исполкома Карагандинского областного Совета народных депутатов, заместитель заведующего отделом строительства Карагандинского обкома Компартии Казахстана.
Избирался депутатом Верховного Совета Казахской ССР. Делегат XXIII съезда КПСС.
Умер в Караганде в 2002 году. Похоронен на Старом Михайловском кладбище в Караганде.